# ولسوالی ده‌سبز
ولسوالی ده‌سبز یکی از ولسوالی‌های ولایت کابل در افغانستان است. حدود ۷۰ درصد جمعیت این ولسوالی تاجیک و ۳۰ درصد مابقی پشتون می‌باشند.
ده‌سبز از غرب با ولسوالی‌های شکردره و میربچه کوت، از شمال غرب با ولسوالی‌های کلاکان و قره‌باغ، از شمال و شرق با ولایت پروان، از جنوب شرقی با سروبی و از جنوب با ولسوالی‌های بگرامی و کابل همسایه است. ستاد ده‌سبز روستای ترخل واقع در جنوب غربی دهستان می‌باشد.